# 람보 (영화)
《람보》(영어: First Blood)는 1982년 개봉한 액션 영화로 람보 시리즈의 제1탄이다.
원작은 데이비드 모렐의 소설 《혼자뿐인 군인》이다.

## 줄거리
베트남 전쟁 귀환병 존 람보(John Rambo)는 참전 시절의 전우를 찾아 산간벽지 시골마을에 간다. 하지만 전우는 전쟁에서 노출된 고엽제로 인해 암을 앓다 세상을 떠난 뒤였다. 전우의 집을 뒤로하고 식사를 하기 위해 거리로 나선 람보에게 보안관 윌 티즐(Sheriff Will Teasle)이 말을 건다. 티즐은 람보가 문제를 일으킬 듯한 인상이나 행동거지를 보이자마자 마을을 떠나라고 고압적인 태도를 취했고 람보를 순찰차에 태워서 시가지에서 떨어진 곳으로 몰아낸다. 그래도 온 길을 되돌아서 마을에 다시 온 람보를 티즐은 방랑죄와 서바이벌나이프 소지혐의로 체포하여 보안관 사무소로 연행한다.
사무소의 취조실에 들어가게 된 람보에게 베트남 시절 포로로 잡혔던 기억이 플래쉬백된다. 취조를 하면서 보안관들은 플래쉬백때문에 침묵하는 람보에게 조사에 비협조적이라며 고압적으로 대했고 고문에 가까운 심술을 부린다. 그리고 람보의 수염을 깍으려고 그를 제압하고 면도 크림도 바르지 않은체 얼굴에 면도기를 가져간 순간 람보의 뇌리에 예전에 베트남에서 받았던 고문의 현장이 선명하게 되살아난다. 그곳에 있던 보안관 전원을 맨 손으로 때려눕히고 람보는 압수된 무기를 다시 찾아서 산속으로 도주한다.
티즐은 부하를 이끌고 산을 뒤지고 그를 절벽까지 밀어붙인다. 하지만 헬기에 타고 있던 저격수가 독단으로 람보를 살해하려다 람보의 반격으로 헬기에서 추락하여 목숨을 잃는다. 우발적인 사고라며 그를 죽일 의도는 없었다고 전투 중지를 호소하는 람보에 대하여 티즐 일행은 복수하는 심정으로 발포한다. 이를 계기로 람보는 재차 반격에 나섰고 그린베레에서 배운 게릴라전으로 보안관들을 한 명씩 쓰러트려가며 마지막으로 남은 티즐의 목에 칼을 들이대며 "이 산에선 내가 법이다"라는 말을 남기곤 산 속으로 모습을 감춘다.
티즐이 기슭로 돌아오자 경찰관으로 구성된 대책본부에 샘 트라우먼 대령(Colonel Sam Trautman)이 파견되어 온다. 람보의 베트남 전쟁 시절 상관이었던 대령은 게릴라전에서 람보가 얼마나 우수한 병사였는지 이야기하며 피해를 최소화하기 위해 일단 람보에게서 손을 떼고 산에서 내려가서 다른 마을로 이동하는 걸 노려 체포할 것을 제안한다. 하지만 티즐은 자신의 손으로 람보를 잡겠다 고집하고 대령의 제안을 듣지 않는다. 람보를 설득하기 위해 대령은 베트남시절의 콜사인을 사용해 무선으로 호출한다. 하지만 람보는 먼저 싸움을 건것은 보안관들이라 말하며 투항의지가 없음을 밝힌다.
날이 밝아오고 람보가 머물고 있는 폐광을 주 방위군이 포위한다. 전투에 익숙치 않은 주방위군은 람보의 전투력을 두려워하며 티즐이 생포하라는 말을 듣지도 않고 갱도에 로켓런처를 쏴서 람보를 생매장한다. 흔적도 없이 무너진 폐광을 보고 주방위군, 주경찰, 티즐은 람보의 죽음을 확신한다. 하지만 살아있던 람보는 암흑 속의 갱도를 열심히 전진하며 출구를 찾아 지상으로 탈출하고 주방위군의 트럭과 M60기관총을 강탈하여 다시 마을에 나타난다.
람보는 주유소를 폭파하고 마을의 주의를 그쪽으로 끈 후 보안관사무소의 전원을 차단하고 근처의 총포점을 파괴, 사무소로 향한다. 티즐은 천장의 통풍구에서 매복하고 있었지만 저격에 실패하여 기관총반격을 받고 빈사상태에 이른다. 숨통을 끊으려하는 람보의 앞에 대령이 나타난다. "주위는 완전히 포위되어 살 가망이 없다, 투항하라, 싸움은 끝났다"고 말하는 대령에게 람보는 "아직 전쟁은 끝나지 않았다, 전쟁은 계속되고 있다"고 절규한다. 그리고 전쟁종결 후 7년이 지난 지금도 계속되는 트라우마와 비극을 이야기한다.
전쟁에 져서 돌아온 때 들어야했던 반전시위자의 매도. 베트남의 전장에선 서로 도와줄 친구가 잔뜩 있었는데 본토에선 누구도 도와주지 않는다. 100만 달러나 하는 무기를 능란하게 사용하던 역전의 용사라도 본토에선 주차장 경비원도 시켜주지 않는다. 그리고 지금도 악몽처럼 자신을 괴롭히는 친구의 무참한 전사. 람보는 마치 어린애처럼 울었고 처참한 사건의 배후에 있는 비극을 알게 된 대령은 그저 람보를 안아주는 것 이외엔 아무것도 해줄 수 없었다.
그리고 람보는 투항, 구급차로 이송되는 티즐을 흘겨보며 대령의 손으로 연행되고 사건은 종결된다.

## 출연진
- 실베스터 스탤론 - 존 람보
- 리처드 크레나 - 샘 트라우트먼 대령
- 브라이언 데너히 - 윌 티즐 보안관
- 빌 매키니 - 데이브 컨 서장
- 잭 스타렛 - 아트 골트 부관
- 마이클 탤벗 - 밸퍼드 부관
- 크리스 멀케이 - 워드 부관
- 존 매킬리엄 - 오벌 켈러먼
- 앨프 험프리스 - 레스터 부관
- 데이비드 카루소 - 미치 로저스 부관
- 데이비드 L. 크롤리 - 싱글턴 부관
- 돈 매케이 - 프레스턴 부관
- 패트릭 스택 - 클린턴 모건 중위

## SBS 성우진 (2000년 9월 8일)
- 이정구 - 람보(실베스터 스탤론)
- 유강진 - 트라우트맨(리차드 크레나)
- 장광 - 티슬리(브라이언 데니히)
- 조동희 - 아서(잭 스타렛)
- 이윤선 - 서장(빌 맥키니)
- 정동열 - 오벌(존 맥리암)
- 이선호 - 소년(대니 워즈나)
- 이우신 - 워드(크리스 멀키)
- 조향이 - 여성(수지 파이)
- 김강산 - 헬기 조종사(찰스 A. 탐버로)
- 김영훈 - 미치(데이비드 카루소)
- 최윤태 - 밸포드(마이클 탤벗)
- 김관진 - 레스터(알프 험프레이즈)

## 평가
당시 미국에선 베트남 전쟁이나 귀환병에 대한 반발이 뿌리 깊었기 때문에 미국에서의 흥행 수입은 4,721만 2,904달러로, 대박은 아닌 중박이었다.(동년 실버스타 스탤론 주연작 《록키 3》는 1억 2054만 9125달러) 이로 인해 람보 2부터 단순한 전쟁 액션영화 (기관총을 들고 수많은 적을 무찌르는 전형적인 람보의 이미지)로 내용이 변했다.

## 시리즈
- 람보 2 (Rambo:First blood part 2) 1985년
- 람보 3 (Rambo Ⅲ) 1988년
- 람보 4: 라스트 블러드 (Rambo) 2008년

## 같이 보기
- 생존 영화